# Contea di Oklahoma
La contea di Oklahoma (in inglese Oklahoma County) è una contea dello Stato dell'Oklahoma, negli Stati Uniti. La popolazione al censimento del 2000 era di 660 448 abitanti. Il capoluogo di contea è Oklahoma City.